# Svatojiřské officium
Svatojiřské officium, též Ordo ad visitandum sepulchrum (česky: Slavnost k navštívení hrobu) je jeden z nejstarších v Česku dochovaných záznamů textu velikonočních liturgicko-dramatických slavností zvaných Visitatio sepulchri, Hra tří Marií nebo též officium. Byl nalezen v breviáři ženského benediktinského kláštera sv. Jiří v Praze. Text je psán latinsky a pochází z konce 12. století, a jde tak o důležitý mezník v raných dějinách českého dramatu a divadla vůbec, označovaný též za první doklad dramatické tvorby v Česku. Má i celoevropský význam, neboť jde nejstarší přímý doklad o inscenování Hry tří Marií řeholnicemi. Oproti jiným verzím visitatio sepulchri se ta svatojiřská vyznačuje vsunutím scény zjevení Krista Máří Magdaléně. Patrně to souviselo se specifickou vahou této novozákonní postavy v ženském klášteře. Svatojiřské officium je druhý nejstarší zápis hry v českém prostředí, ten nejstarší byl nalezen v plenáři z 12. století, neobsahuje ale scénické poznámky a je jen dvoudílný. Inscenování této dvoudílné verze je však doloženo až ze 14. století, proto je pro teatrology svatojiřské officium cennější, neboť je jisté, že bylo inscenováno již ve století dvanáctém. Pozdější svatojiřská verze ze Svatojiřského procesionálu již obsahuje scénu s mastičkářem, která se později osamostatnila a bývá někdy označována za první českou divadelní hru.